# بنك النيل التجاري
بنك النيل التجاري هو بنك تجاري في جنوب السودان. وأحد البنوك التجارية المرخص لها بالعمل في جنوب السودان، من قبل بنك جنوب السودان، الجهة الرقابية المصرفية الوطنية.
من بين جميع البنوك التجارية المرخص لها في جنوب السودان، يعتبر البنك صاحب أكبر عدد من الفروع في 20. يرتبط البنك ببنك ستانبيك، أحد فروع بنك ستاندرد جنوب إفريقيا .

## التاريخ
بدأ البنك عام 2003 من قبل أفراد من جنوب السودان . نما عدد المستثمرين في البنك إلى أكثر من 1700 فرد ونمت شبكة فروع البنوك إلى أكثر من عشرين.
في أبريل 2009 ، تم الإبلاغ عن نفاد النقد لدى البنك نتيجة للقروض المتعثرة المقدمة إلى المسؤولين في حكومة جنوب السودان . تم إغلاق البنك مؤقتًا في عام 2009 بينما يتم استرداد القروض المعدومة. في سبتمبر 2009 ، تلقى بنك النيل التجاري ضخ رأس مال قدره 102 مليون جنيه سوداني (حوالي 44 مليون دولار أمريكي) من قبل حكومة جنوب السودان وبنك جنوب السودان .

## شبكة الفروع
اعتباراً من نوفمبر 2011 يحتفظ بنك النيل التجاري بفروع في المواقع التالية، من بين أمور أخرى:
1. الفرع الرئيسي - جوبا
2. فرع ملكال - ملكال
3. فرع رينك - رينك
4. فرع رمبيك - رمبيك [6]
5. فرع توريت - توريت
6. فرع عويل - عويل
7. فرع بانتيو - بانتيو [7]

## روابط خارجية
- موقع بنك النيل التجاري
- موقع بنك جنوب السودان